# Studio Rosa
Studio Rosa byl dvouhodinový televizní pořad pro děti vysílaný v letech 1991-1996 uváděný Janem Rosákem a Petrem Jančaříkem. Byl vysílán v neděli od osmi hodin. Jednalo se o následníka pořadu Studio Kamarád, takže jeho koncepce byla podobná (ranní uvítání, krátká pohádka, rozhovory, zábavný pořad, na konci pohádka nebo seriál pro děti). Kromě živého moderátora se zde také objevil loutkový moderátor pták Čau. Později se zde objevila i dvojice Jů a Hele známá již ze Studia Kamarád.
Televizní pořad se již nevysílá, místo něho je opět vysílán pořad Studio Kamarád.